# Bartosz Węgrzyn
Bartosz Węgrzyn (ur. 11 sierpnia 1984 roku) – polski siatkarz, grający na pozycji środkowego.
Piłkę siatkową zaczął uprawiać w szkole podstawowej. Karierę sportową rozpoczynał w BBTS-ie Bielsko-Biała, a jego pierwszym trenerem był Mateusz Bębenek. W 2003 roku z drużyną seniorów tego klubu awansował do Polskiej Ligi Siatkówki. Po sezonie z zespołem spadł do niższej ligi, zajmując 9. miejsce w ekstraklasie. W najwyższej klasie ligowej rozegrał 23 mecze.
Obecnie reprezentuje barwy Cuprum Mundo Lubin, grającej w I lidze.
Na swoim koncie ma również powołania do reprezentacji kraju juniorów.